# Hvalfjarðarsveit
Hvalfjarðarsveit – gmina na Islandii, w regionie Vesturland, obejmująca tereny położone po północnej stronie fjordu Hvalfjörður. Przez gminę płynie rzeka Laxá í Hvalfirði, która uchodzi do Grunnarfjörður. Na początku 2018 roku zamieszkiwało ją 648 osób. Osadnictwo rozproszone jest na nadbrzeżnej równinie. Większymi skupiskami ludności są osady Melahverfi (107 mieszk., 2018) i Innnes (65 mieszk., 2018).

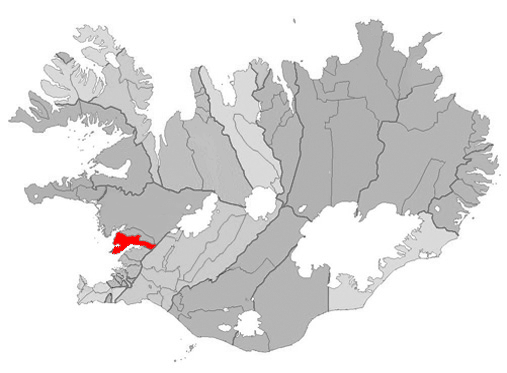
Położenie gminy Hvalfjarðarsveit

Gmina powstała w 2004 roku z połączenia gmin: Hvalfjarðarstrandarhreppur, Innri-Akraneshreppur, Leirár- og Melahreppur i Skilmannahreppur.